# Gran Premio di Germania 2003
Il Gran Premio di Germania 2003 è stato un Gran Premio di Formula 1 disputato il 3 agosto 2003 all'Hockenheimring. La gara fu vinta da Juan Pablo Montoya su Williams - BMW, davanti a David Coulthard su McLaren - Mercedes e a Jarno Trulli su Renault.

## Vigilia

### Aspetti sportivi
All'indomani del Gran Premio di Gran Bretagna, la Jaguar annunciò il licenziamento del brasiliano Antônio Pizzonia, che venne sostituito a partire dal Gran Premio di Germania da Justin Wilson, già pilota Minardi nella prima parte di stagione. La decisione fu motivata dalle scarse prestazioni del pilota brasiliano, fermo a quota zero punti contro i dodici fino a quel momento ottenuti dal compagno di squadra Mark Webber. La Jaguar offrì a Pizzonia di terminare la stagione con il ruolo di collaudatore e pilota di riserva, ma il brasiliano rifiutò.
La stessa scuderia di Faenza, rimpiazzò Wilson con il pilota di Formula 3000 danese Nicolas Kiesa, supportato economicamente dalla Peugeot. Kiesa è il primo pilota danese a gareggiare in F1 dopo Jan Magnussen al Gran Premio del Canada 1998.

### Aspetti tecnici
Dopo che nel precedente Gran Premio molte scuderie avevano presentato delle evoluzioni sostanziali delle proprie monoposto, in questa occasione i team si concentrarono principalmente sull'affinamento di dettagli aerodinamici, in particolare i deviatori di flusso dietro alle ruote anteriori. Fece eccezione la McLaren, che, come già fatto in Canada, montò sulle MP4-17D la sospensione anteriore della nuova MP4-18, caratterizzata dalla posizione verticale della pinza dei freni.

## Prove libere

### Resoconto
Nella sessione di test privati di venerdì mattina la Minardi e la Jordan portarono al debutto i rispettivi collaudatori Gianmaria Bruni e Zsolt Baumgartner, affiancandoli ai piloti titolari.

### Risultati
I tempi migliori nelle prove libere di venerdì mattina furono i seguenti:
| Pos | Nº | Pilota          | Costruttore        | Tempo    |
| --- | -- | --------------- | ------------------ | -------- |
| 1   | 5  | David Coulthard | McLaren - Mercedes | 1'15"523 |
| 2   | 7  | Jarno Trulli    | Renault            | 1'15"617 |
| 3   | 8  | Fernando Alonso | Renault            | 1'15"797 |

I tempi migliori nella prima sessione di prove libere di sabato furono i seguenti:
| Pos | Nº | Pilota             | Costruttore    | Tempo    |
| --- | -- | ------------------ | -------------- | -------- |
| 1   | 3  | Juan Pablo Montoya | Williams - BMW | 1'15"668 |
| 2   | 2  | Rubens Barrichello | Ferrari        | 1'15"853 |
| 3   | 4  | Ralf Schumacher    | Williams - BMW | 1'15"890 |

I tempi migliori nella seconda sessione di prove libere di sabato furono i seguenti:
| Pos | Nº | Pilota             | Costruttore    | Tempo    |
| --- | -- | ------------------ | -------------- | -------- |
| 1   | 4  | Ralf Schumacher    | Williams - BMW | 1'15"387 |
| 2   | 2  | Rubens Barrichello | Ferrari        | 1'15"495 |
| 3   | 3  | Juan Pablo Montoya | Williams - BMW | 1'15"716 |

## Qualifiche

### Resoconto
La Williams dominò le qualifiche, occupando l'intera prima fila. La lotta per la pole position tra i due piloti della scuderia inglese fu intensa e vide prevalere Montoya sul compagno di squadra per appena diciotto millesimi. Risultò decisivo il terzo settore del tracciato, nel quale il pilota colombiano inflisse oltre due decimi di distacco a Ralf Schumacher, che era risultato il più rapido nei primi due settori. In terza posizione si piazzò Barrichello, staccato di tre decimi dal tempo della pole position. Alle spalle del pilota della Ferrari si inserì Trulli, seguito da Räikkönen e Michael Schumacher, penalizzato dalla scelta di pneumatici a mescola più dura di quelli per cui aveva optato il compagno di squadra.
Panis fece segnare il settimo tempo, seguito da Alonso, Da Matta e Coulthard, sempre in difficoltà con le qualifiche a tentativo unico introdotte da inizio anno. Come già accaduto nel Gran Premio di Francia, con alte temperature le gomme Michelin si rivelarono superiori alle concorrenti Bridgestone, tanto che le uniche vetture tra le prime dieci equipaggiate con gli pneumatici giapponesi furono le due Ferrari.

### Risultati
| Pos | No | Pilota                | Costruttore        | Pneumatici | Venerdì     | Sabato   | Distacco |
| --- | -- | --------------------- | ------------------ | ---------- | ----------- | -------- | -------- |
| 1   | 3  | Juan Pablo Montoya    | Williams - BMW     | M          | 1'14"673    | 1'15"167 |          |
| 2   | 4  | Ralf Schumacher       | Williams - BMW     | M          | 1'14"427    | 1'15"185 | +0"018   |
| 3   | 2  | Rubens Barrichello    | Ferrari            | B          | 1'15"399    | 1'15"488 | +0"321   |
| 4   | 7  | Jarno Trulli          | Renault            | M          | 1'15"004    | 1'15"679 | +0"512   |
| 5   | 6  | Kimi Räikkönen        | McLaren - Mercedes | M          | 1'15"276    | 1'15"874 | +0"707   |
| 6   | 1  | Michael Schumacher    | Ferrari            | B          | 1'15"456    | 1'15"898 | +0"731   |
| 7   | 20 | Olivier Panis         | Toyota             | M          | 1'15"471    | 1'16"034 | +0"867   |
| 8   | 8  | Fernando Alonso       | Renault            | M          | 1'15"214    | 1'16"483 | +1"316   |
| 9   | 21 | Cristiano da Matta    | Toyota             | M          | 1'16"450    | 1'16"550 | +1"383   |
| 10  | 5  | David Coulthard       | McLaren - Mercedes | M          | 1'15"557    | 1'16"666 | +1"499   |
| 11  | 14 | Mark Webber           | Jaguar - Cosworth  | M          | 1'15"030    | 1'16"755 | +1".608  |
| 12  | 11 | Giancarlo Fisichella  | Jordan - Ford      | B          | 1'17"111    | 1'16"831 | +1"664   |
| 13  | 16 | Jacques Villeneuve    | BAR - Honda        | B          | senza tempo | 1'17"090 | +1"923   |
| 14  | 10 | Heinz-Harald Frentzen | Sauber - Petronas  | B          | 1'15"968    | 1'17"169 | +2"002   |
| 15  | 9  | Nick Heidfeld         | Sauber - Petronas  | B          | 1'15"985    | 1'17"557 | +2"390   |
| 16  | 15 | Justin Wilson         | Jaguar - Cosworth  | M          | 1'15"373    | 1'18"021 | +2"854   |
| 17  | 17 | Jenson Button         | BAR - Honda        | B          | 1'15"754    | 1'18"085 | +2"918   |
| 18  | 12 | Ralph Firman          | Jordan - Ford      | B          | 1'17"044    | 1'18"341 | +3"174   |
| 19  | 19 | Jos Verstappen        | Minardi - Cosworth | B          | 1'17"702    | 1'19"023 | +3"856   |
| 20  | 18 | Nicolas Kiesa         | Minardi - Cosworth | B          | senza tempo | 1'19"174 | +4"007   |

## Gara

### Resoconto
Al via Montoya scattò bene dalla pole position, mantenendo la testa della corsa. Alle sue spalle, invece, né Ralf Schumacher né Barrichello ebbero una buona partenza: i due furono sfilati da Trulli, che si inserì in seconda posizione, mentre Räikkönen affiancò il pilota brasiliano della Ferrari all'esterno. Ralf Schumacher, nel tentativo di difendere la posizione, attraversò tutta la pista, stringendo Barrichello tra la propria vettura e quella di Räikkönen. Il brasiliano, rimasto senza spazio, finì per toccare la Williams del tedesco, intraversandosi e colpendo la vettura di Räikkönen, che perse il controllo della sua McLaren e andò a sbattere violentemente contro le barriere. Barrichello fu costretto immediatamente al ritiro, mentre Ralf Schumacher, pur riuscendo a raggiungere i box, dovette abbandonare la gara per via dei danni subiti dalla sua vettura.
La carambola nelle prime posizioni causò scompiglio e varie collisioni nel gruppo: a farne le spese fu Frentzen, che fu violentemente tamponato da Firman. Entrambi furono costretti al ritiro, mentre Wilson, che aveva a sua volta colpito la Jordan dell'irlandese, tornò ai box per riparare la sua Jaguar. Per permettere ai commissari di percorso di pulire la pista la direzione gara fece entrare la safety car, dietro alla quale si allinearono Montoya, Trulli, Alonso, Michael Schumacher, Webber, Coulthard, Panis e Da Matta. La corsa ripartì alla fine del quarto giro: Montoya prese subito il largo, mentre Coulthard strappò la quinta posizione a Webber dopo un acceso duello.
Non accadde praticamente nulla fino alla prima serie di pit stop, aperta da Trulli al 15º giro. Nella stessa tornata rifornì anche Panis, mentre Michael Schumacher, Montoya e Da Matta effettuarono la loro sosta al 17º passaggio. Un giro più tardi Coulthard fu l'ultimo dei piloti di testa a rifornire. Dopo la prima serie di soste Montoya cominciò a guadagnare un margine molto consistente su Trulli, arrivando a staccare il rivale anche di quasi due secondi al giro: il colombiano, infatti, aveva caricato meno benzina degli altri, essendo partito con una strategia sulle tre soste, come i piloti Toyota. Il pilota abruzzese della Renault tenne dietro Alonso, Michael Schumacher e Coulthard, tutti piuttosto vicini tra di loro ma incapaci di sorpassarsi. La situazione rimase invariata fino al 30º giro, quando grazie ad un errore di Alonso, Michael Schumacher guadagnò la terza posizione. Il primo pilota a rientrare ai box, nel corso del 32º passaggio, fu Montoya, il cui vantaggio sugli inseguitori era talmente ampio da permettergli di tornare in pista in prima posizione. Seguirono i due piloti della Toyota, che rimasero in sesta e settima posizione, mentre Michael Schumacher e Trulli rientrarono contemporaneamente ai box al 38º giro, con il ferrarista che rimase dietro al rivale. Una tornata più tardi rientrò ai box anche Alonso; l'ultimo pilota ad effettuare il pit stop fu ancora Coulthard, che sopravanzò lo spagnolo portandosi al quarto posto.
Montoya continuò ad incrementare il proprio margine sui rivali, mentre Michael Schumacher dovette guardarsi da Coulthard, che rimontò lo svantaggio dal pilota tedesco e cominciò a tallonarlo. Montoya, Panis e Da Matta effettuarono la loro ultima sosta ai box tra il 49º ed il 50º passaggio, mantenendo rispettivamente la prima, la sesta e la settima posizione. Nel frattempo Trulli cominciò ad accusare un calo di potenza al motore: l'italiano venne raggiunto dai due piloti che lo seguivano, cominciando così un lungo duello con Michael Schumacher. Dopo diversi tentativi respinti dal rivale, nel corso del 58º passaggio il tedesco ebbe la meglio su Trulli, superandolo con una manovra decisa e sfruttando anche la parte esterna della pista. Un giro più tardi anche Coulthard sopravanzò il pilota della Renault, portandosi in terza posizione. Al 63º giro, però, sulla Ferrari di Schumacher si forò la gomma posteriore sinistra, forse a causa dell'escursione fuori pista compiuta per superare Trulli. Il pilota tedesco riuscì a raggiungere i box, scivolando però al settimo posto. Montoya conquistò la seconda vittoria stagionale, tagliando il traguardo con oltre un minuto di vantaggio su Coulthard e Trulli, che ritorna per la prima volta sul podio dopo il Gran Premio d'Europa 1999. Alonso chiuse in quarta posizione, seguito da Panis, Da Matta, Michael Schumacher e Button, che conquistò l'ultimo punto disponibile. Grazie a questa vittoria e alle battute di arresto dei fratelli Schumacher e di Räikkönen Montoya si rilanciò in Campionato, dove salì in seconda posizione, scavalcando il finlandese.

### Risultati
| Pos      | No | Pilota                | Costruttore        | Pneumatici | Giri | Tempo/Ritiro e posizione al ritiro/Media oraria | Partenza | Punti |
| -------- | -- | --------------------- | ------------------ | ---------- | ---- | ----------------------------------------------- | -------- | ----- |
| 1        | 3  | Juan Pablo Montoya    | Williams - BMW     | M          | 67   | 1h28'48"769 - 207.036 km/h                      | 1        | 10    |
| 2        | 5  | David Coulthard       | McLaren - Mercedes | M          | 67   | +1'05"459                                       | 10       | 8     |
| 3        | 7  | Jarno Trulli          | Renault            | M          | 67   | +1'09"060                                       | 4        | 6     |
| 4        | 8  | Fernando Alonso       | Renault            | M          | 67   | +1'09"344                                       | 8        | 5     |
| 5        | 20 | Olivier Panis         | Toyota             | M          | 66   | +1 giro                                         | 7        | 4     |
| 6        | 21 | Cristiano da Matta    | Toyota             | M          | 66   | +1 giro                                         | 9        | 3     |
| 7        | 1  | Michael Schumacher    | Ferrari            | B          | 66   | +1 giro                                         | 6        | 2     |
| 8        | 17 | Jenson Button         | BAR - Honda        | B          | 66   | +1 giro                                         | 17       | 1     |
| 9        | 16 | Jacques Villeneuve    | BAR - Honda        | B          | 65   | +2 giri                                         | 13       |       |
| 10       | 9  | Nick Heidfeld         | Sauber - Petronas  | B          | 65   | +2 giri                                         | 15       |       |
| 11       | 14 | Mark Webber           | Jaguar - Cosworth  | M          | 64   | Incidente (9°)                                  | 11       |       |
| 12       | 18 | Nicolas Kiesa         | Minardi - Cosworth | B          | 62   | +5 giri                                         | 20       |       |
| Ritirato | 11 | Giancarlo Fisichella  | Jordan - Ford      | B          | 60   | Motore (13°)                                    | 12       |       |
| Ritirato | 19 | Jos Verstappen        | Minardi - Cosworth | B          | 23   | Idraulica                                       | 19       |       |
| Ritirato | 15 | Justin Wilson         | Jaguar - Cosworth  | M          | 6    | Trasmissione (15°)                              | 16       |       |
| Ritirato | 4  | Ralf Schumacher       | Williams - BMW     | M          | 1    | Collisione con R.Barrichello e K.Raikkonen      | 2        |       |
| Ritirato | 10 | Heinz-Harald Frentzen | Sauber - Petronas  | B          | 1    | Collisione con R.Firman                         | 14       |       |
| Ritirato | 2  | Rubens Barrichello    | Ferrari            | B          | 0    | Collisione con K.Raikkonen                      | 3        |       |
| Ritirato | 6  | Kimi Räikkönen        | McLaren - Mercedes | M          | 0    | Collisione con R.Barrichello                    | 5        |       |
| Ritirato | 12 | Ralph Firman          | Jordan - Ford      | B          | 0    | Collisione con H.H.Frentzen                     | 18       |       |

## Classifiche

### Piloti
| Pos. | Pilota                | Punti |
| ---- | --------------------- | ----- |
| 1    | Michael Schumacher    | 71    |
| 2    | Juan Pablo Montoya    | 65    |
| 3    | Kimi Räikkönen        | 62    |
| 4    | Ralf Schumacher       | 53    |
| 5    | Rubens Barrichello    | 49    |
| 6    | Fernando Alonso       | 44    |
| 7    | David Coulthard       | 41    |
| 8    | Jarno Trulli          | 22    |
| 9    | Jenson Button         | 12    |
| 9    | Mark Webber           | 12    |
| 11   | Giancarlo Fisichella  | 10    |
| 12   | Cristiano da Matta    | 8     |
| 13   | Heinz-Harald Frentzen | 7     |
| 14   | Olivier Panis         | 6     |
| 15   | Jacques Villeneuve    | 3     |
| 16   | Nick Heidfeld         | 2     |
| 17   | Ralph Firman          | 1     |

### Costruttori
| Pos. | Team               | Punti |
| ---- | ------------------ | ----- |
| 1    | Ferrari            | 120   |
| 2    | Williams - BMW     | 118   |
| 3    | McLaren - Mercedes | 103   |
| 4    | Renault            | 66    |
| 5    | BAR - Honda        | 15    |
| 6    | Toyota             | 14    |
| 7    | Jaguar - Cosworth  | 12    |
| 8    | Jordan - Ford      | 11    |
| 9    | Sauber - Petronas  | 9     |

## Decisioni della FIA
Nel dopogara, i commissari analizzarono l'incidente alla prima curva tra Ralf Schumacher, Rubens Barrichello e Kimi Räikkönen, concludendo che il pilota tedesco fosse responsabile della collisione e infliggendogli dieci posizioni di penalità sulla griglia di partenza del successivo Gran Premio d'Ungheria. La Williams presentò appello e dopo una nuova analisi dell'incidente i commissari convertirono la penalità in una multa di 50.000 Dollari (la massima che potevano infliggere).